# Waga seishun ni kuinashi
Waga seishun ni kuinashi (わが青春に悔なし, Waga seishun ni kuinashi, bra: Juventude sem Arrependimentos ou Não Lamento Minha Juventude) é um filme japonês de 1946 escrito e dirigido por Akira Kurosawa. É baseado no Incidente de Takigawa em 1933.
O filme é estrelado por Setsuko Hara, Susumu Fujita e Denjirō Ōkōchi. O filme é em preto e branco e possui duração de 110 minutos.

## Sinopse
O personagem de Susumu Fujita foi inspirado na vida real de Hotsumi Ozaki, que deu suporte ao famoso espião soviético Richard Sorge e acabou se tornando o único cidadão japonês a receber a pena de morte por traição durante a Segunda Guerra Mundial.

## Elenco
- Susumu Fujita
- Setsuko Hara
- Denjirô Ôkôchi
- Haruko Sugimura
- Eiko Miyoshi
- Kokuten Kodo
- Akitake Kôno
- Takashi Shimura